# Administrationsbyggnaden för Sysselmannen på Svalbard

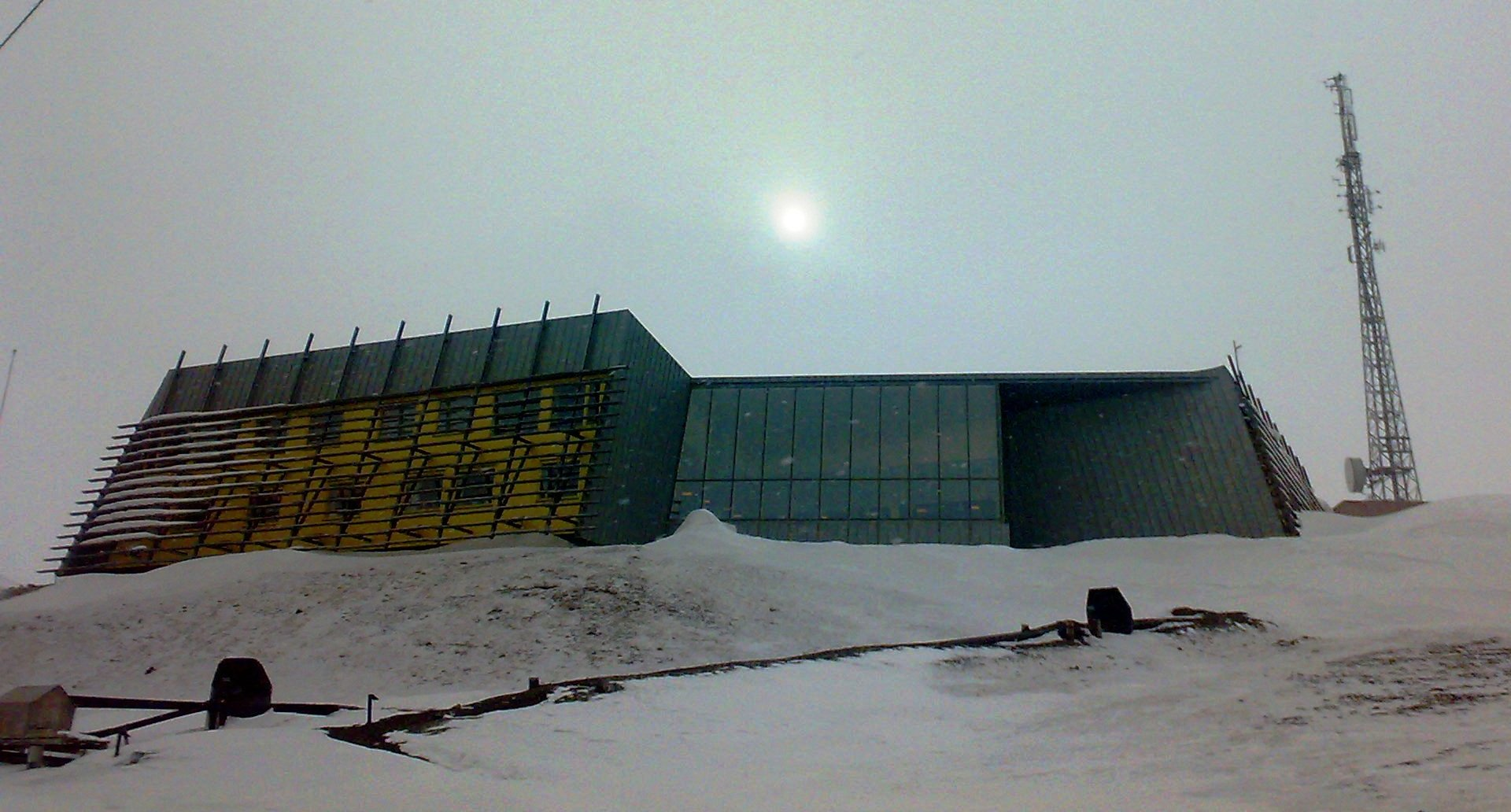
Sysselmannens administrationsbyggnad. Till höger syns Telenors huvudantenn i Skjæringa

Administrationsbyggnaden för Sysselmannen på Svalbard är en kontorsbyggnad för Sysselmesteren på Svalbard i stadsdelen Skjæringa i Longyearbyen i Svalbard.
En tidigare administrationsbyggnad för Sysselmannen på Svalbard brann ned i grunden i november 1995. Den nya byggnaden ritades av Jarmund/Vigsnæs AS Arkitekter och uppfördes på den tidigare betonggrunden. Bärande väggar är byggda i platsgjuten betong. Tak och delvis väggar är klädda med zinkplåt.
Sysselmannen flyttade in byggnaden i januari 1998. År 2015 gjordes en tillbyggnad på 600 kvadratmeter.